# More Light
More Light è il decimo album discografico in studio del gruppo musicale britannico Primal Scream, pubblicato il 13 maggio 2013.

## Tracce
1. 2013 – 9:01
2. River of Pain – 6:59
3. Culturecide – 4:36
4. Hit Void – 4:10
5. Tenement Kid – 4:46
6. Invisible City – 4:41
7. Goodbye Johnny – 3:29
8. Sideman – 3:54
9. Elimination Blues – 5:47
10. Turn Each Other Inside Out – 4:35
11. Relativity – 7:29
12. Walking With the Beast – 3:58
13. It's Alright, It's OK – 5:09

## Formazione
Primal Scream
- Bobby Gillespie - voce, tamburello, battimani, mellotron, piano, batteria, percussioni
- Andrew Innes - chitarra elettrica, chitarra acustica, chitarra a 12 corde, basso, tastiere, sitar elettrico, sintetizzatore, autoharp, salterio, droni
- Martin Duffy - tastiere
- Darrin Mooney - batteria, percussioni

Ospiti
- Fred Adams - tromba
- Marshall Allen - sax
- Jay Bellerose - batteria
- Nicky Brown - arrangiamenti voce
- Barrie Cadogan - chitarra, cori
- Simone Butler - basso
- Davey Chegwidden - batteria, ghironda, percussioni, tom-tom
- Keefus Cianca - piano
- Matthew Cooper - design
- Rich Costey - missaggio
- Jason Faulkner - basso, chitarra, sintetizzatore, ingegneria
- Geo Gabriel - cori
- Michael Harris - ingegneria
- Sharlene Hector - cori
- David Henderson - chitarra
- Max Heyes - ingegneria
- David Holmes - ingegneria, produzione
- Jim Hunt - sax, flauto
- Eric Islip - ingegneria
- Woody Jackson - ingegneria, chitarra, arrangiamenti
- Sam Johnston - ingegneria
- Chris Kasych - Pro-Tools
- Jim Lambie - sleeve art
- Brendan Lynch - produzione, ingegneria, missaggio
- David Meltzer - composizione
- Marco Nelson - basso
- Niall O'Brien - fotografia
- Ladonna Harley Peters - cori
- Lee Pierce - composizione
- Robert Plant - cori in "Elimination Blues"
- Noel Scott - sax
- Kevin Shields - chitarra in "2013"
- Todd Simon - tromba
- Paul Stanborough - ingegneria
- Mark Stewart - cori, fischio in "Culturecide"
- Steve Tavaglione - sax
- Danny Ray Thompson - sax
- Valente Torrez - ingegneria
- Masa Tsuzki - ingegneria
- The Unloved - cori
- Tracy Wannomae - saxo